# Веракрус (Веракрус)
Вижте пояснителната страница за други значения на Веракрус.
Веракрус (на испански: Veracruz) е пристанищен град и община в Мексико, по крайбрежието на Мексиканския залив, на 105 km от столицата Халапа. Той е второто най-важно пристанище след Мансанильо и най-големият град на държавата, след преброяването от 2010 г. – 552 156 жители на града и 702 394 в общината. Понякога го наричат Пуерто де Веракрус, за да го отличават от другите градове със същото име. Градът е разположен в живописния Мексикански залив, на 235 km от столицата Мексико Сити. Веракрус е прочут с прекрасните си плажове и пъстри карнавали и фестивали. Градът е важен пристанищен център в едноименния щат на Мексико – Веракрус. По брой на населението, Векакрус се нарежда на първо място в щата.

## История
Градът е основан като пристанищна база на Ернан Кортес през 1519 г. под името Ла Вия Рика де ла Вера Крус, което означава „Богатото селище на Истинския кръст“ и се превръща в главното пристанище на Атлантическия океан на Нова Испания. Веракрус е многократно нападан от пирати, по-специално през 1653 и 1683 г. от Николас Ван Дорн, Мишел де Грамон и Лоренс де Граф и през 1712 г. За да се предотврати това, на пристанището е построена крепостта Сан Хуан де Улуа. Градът успешно се защитава четири пъти благодарение на крепостта: през 1815 г. от испанските колониални войски, през 1838 г. от френския флот, през 1847 г. от американски войници по време на американско-мексиканската война (но е превзет на 29 март 1847 г. от Уинфилд Скот) и през 1914 г. отново от американски войски, но по-късно е окупиран от тях в продължение на седем месеца. Също така той е превзет през 1861 г. от френските войски.

## Население
- 444 438 (2005)
- 552 156 в града и 702 394 в общината (2010)

### Расов състав
- 60% – метиси
- 15% – чернокожи
- 15% – индианци
- 9% – мулати
- 1% – бели

## Климат
| Климатични данни за Веракрус          | Климатични данни за Веракрус | Климатични данни за Веракрус | Климатични данни за Веракрус | Климатични данни за Веракрус | Климатични данни за Веракрус | Климатични данни за Веракрус | Климатични данни за Веракрус | Климатични данни за Веракрус | Климатични данни за Веракрус | Климатични данни за Веракрус | Климатични данни за Веракрус | Климатични данни за Веракрус | Климатични данни за Веракрус |
| Месеци                                | яну.                         | фев.                         | март                         | апр.                         | май                          | юни                          | юли                          | авг.                         | сеп.                         | окт.                         | ное.                         | дек.                         | Годишно                      |
| Абсолютни максимални температури (°C) | 34,7                         | 33,2                         | 39,2                         | 39,5                         | 39,5                         | 36,7                         | 37,0                         | 36,0                         | 35,4                         | 35,0                         | 34,0                         | 36,0                         | 39,5                         |
| Средни максимални температури (°C)    | 24,3                         | 24,6                         | 26,5                         | 28,7                         | 30,4                         | 30,8                         | 30,9                         | 31,2                         | 30,8                         | 29,6                         | 27,6                         | 25,5                         | 28,4                         |
| Средни температури (°C)               | 21,2                         | 21,6                         | 23,4                         | 25,6                         | 27,4                         | 28,0                         | 27,6                         | 28,0                         | 27,6                         | 26,5                         | 24,5                         | 22,5                         | 25,3                         |
| Средни минимални температури (°C)     | 18,1                         | 18,5                         | 20,6                         | 22,8                         | 24,6                         | 24,5                         | 23,6                         | 23,9                         | 23,6                         | 22,7                         | 20,9                         | 19,3                         | 21,9                         |
| Абсолютни минимални температури (°C)  | 5,8                          | 7,2                          | 2,0                          | 9,0                          | 14,5                         | 17,0                         | 19,8                         | 13,2                         | 17,0                         | 12,0                         | 2,0                          | 0,2                          | 0,2                          |
| Средни месечни валежи (mm)            | 37,9                         | 17,8                         | 13,1                         | 24,4                         | 74,2                         | 196,3                        | 385,1                        | 320,5                        | 292,6                        | 130,7                        | 32,0                         | 39,6                         | 1564                         |
| Брой на дните с валежи                | 5.3                          | 3.1                          | 3.8                          | 3.8                          | 5.0                          | 12.8                         | 18.5                         | 16.4                         | 15.4                         | 10.6                         | 6.2                          | 5.7                          | 106.7                        |
| ------------------------------------- | ---------------------------- | ---------------------------- | ---------------------------- | ---------------------------- | ---------------------------- | ---------------------------- | ---------------------------- | ---------------------------- | ---------------------------- | ---------------------------- | ---------------------------- | ---------------------------- | ---------------------------- |
| Източник: Hong Kong Observatory       |                              |                              |                              |                              |                              |                              |                              |                              |                              |                              |                              |                              |                              |

## Побратимени градове
- Барселона, Испания
- Валенсия, Испания
- Валпараисо, Чили